# 一番星ブルース
一番星ブルース（いちばんぼしぶるーす）は、菅原文太と愛川欽也が1975年に出した楽曲である。

## 解説
東映「トラック野郎」シリーズの主題歌。
タイトル通り、楽曲の一部に文部省唱歌「一番星みつけた」のメロディと一部歌詞が使用されている。
作曲した宇崎竜童はこれを手がける前に、第一作の「トラック野郎・御意見無用」にてガソリンスタンド従業員役で、ダウン・タウン・ブギウギ・バンドのメンバーとともに出演。この出演後に菅原文太から電話で直接、自分と愛川欽也が歌う同作の主題歌の作曲をしてくれるよう依頼があり、その時「俺たちはブギウギやロックンロールじゃダメ。演歌で」と言われたという。しかしレコーディングに立ち会った宇崎は、愛川が軽いトーンで歌うのが気に入らず、「ちょっと切ない感じで、ちょっとドスを効かせて」と要求しても変わらなかったので、最後には「映画館で一週間流れるだけ」のものだから、どうせ観に来た客しか聴かないとして妥協したという。

## 収録曲
A面
1. 一番星ブルース（4分17秒）
  - 作詞：阿木燿子、作曲：宇崎竜童、編曲：ダウン・タウン・ブギウギ・バンド、松木優晴
  - 歌：菅原文太・愛川欽也、演奏：ダウン・タウン・ブギウギ・バンド

B面
1. 文太のひとり寝の子守唄（2分43秒）
  - 作詞・作曲：加藤登紀子、編曲：松木優晴
  - 歌：菅原文太、演奏：東芝レコーディング・オーケストラ

## カバー
- 八代亜紀
- 梶芽衣子
- ダウン・タウン・ブギウギ・バンド
- 東京カンカンリズム
- 哀川翔
- 市川由紀乃